# 毒芹碱
毒芹碱是一个有毒的生物碱，最早在毒参中发现，对人和家畜有神经毒性，作用于外周神经系统，会使人窒息，服用0.2g就有生命危险。古希腊哲学家苏格拉底即死于毒芹碱。
毒芹碱化学式为“2-丙基哌啶”，分子式C8H17N，分子量127.23。含有一个手性碳原子，因此有R型和S型两个异构体，两种异构体在毒参中都有发现。它也是第一个被合成的生物碱，在1886由Albert Ladenburg合成。